# NAGANO検定
NAGANO検定（ながのけんてい）は、長野県長野市のご当地検定。長野商工会議所を中心とするNAGANO検定実行委員会が主宰し、長野市の歴史・文化・観光などを学び、様々な魅力を再発見することで、長野市への関心・愛着・誇りを学ぶことを目的とする。
一般向けのNAGANO検定と、小学生向けのNAGANO検定ジュニアがある。

## 受験料(税込)
- 一般　￥2200
- 中学生以下　￥550
- ジュニアコースは小学生無料

## 試験会場
信州大学教育学部 西長野キャンパス

## 試験内容
一般コースは長野市の概要、自然、歴史の歩みと歴史遺産、近代遺産、信仰、人物、観光、文化・スポーツ、生活・行事、産業等から出題され、四者択一のマークシート方式で100問、「公式テキストブック」より70％、「過去問題」より30％出題される。
ジュニアコースは長野市の歴史・暮らしと文化・自然と環境・スポーツから出題され、三者択一のマークシート方式100問、公式テキストブックより出題される。
試験時間は90分間。ジュニアコースは45分間。

## 合格点
100点満点中、70点以上で合格

## 合格者の特典
- 合格証、合格バッジ、合格認定証を進呈
- 合格認定証の提示により、一部施設で入場料割引特典がある[3]
- 長野市ガイド協会が募集する、まち歩きのボランティアガイドとして登録可能
- 公益財団法人「ながの観光コンベンションビュー」の「ながのファンくらぶ」への入会と特典を受けることができる

## 割引特典施設
- 東山魁夷館
- 北野美術館
- 水野美術館
- 池田満寿夫美術館
- 驥山館

## 公式テキスト
- ながの市完全読本（NAGANO検定公式テキストブック改訂版）　NAGANO検定実行委員会 2018年
- NAGANO検定ジュニア公式テキストブック　NAGANO検定実行委員会 2017年